# 수수

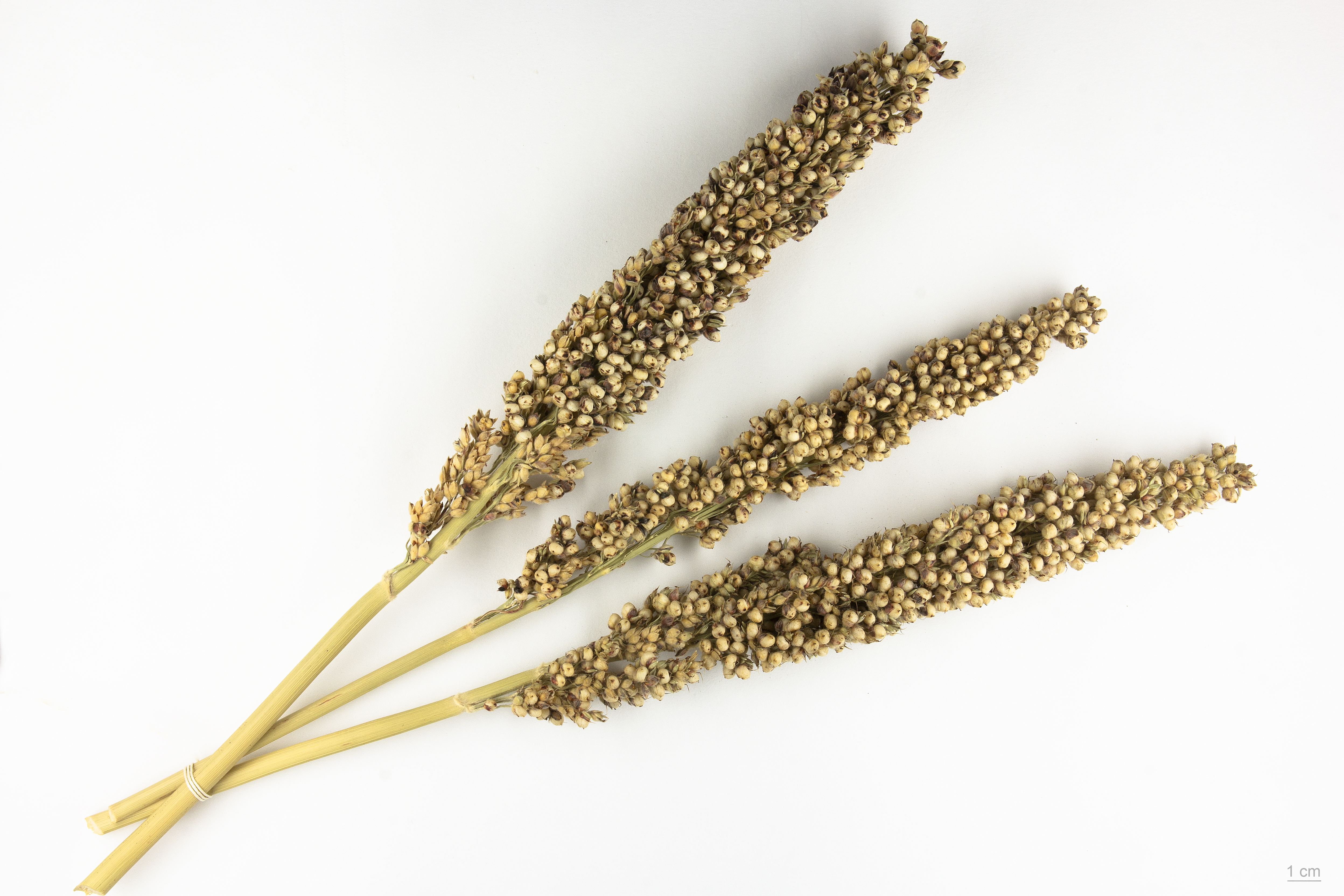
Sorghum bicolor Moderne

수수(←근대 한어:  蜀黍 [shǔshǔ])는 벼목 볏과에 속하는 한해살이 화본과 식물이다. 북아프리카와 아시아가 원산지이다. 거의 세계 전역에 걸쳐서 먹기 위해서 재배한다. 발효시켜 고량주를 만들기도 한다. 식량으로서의 품질은 보리·조에 비해 떨어지지만, 메마른 땅이나 습한 땅에도 잘 되며, 특히 콩밭의 콩 포기 사이에 섞어 심어 가꾸기도 한다.
수수 종류는 알곡용 수수, 당분용 수수, 목초용 수수, 빗자루용 수수 등 네 가지로 나눌 수 있다.
알곡용 수수에서는 둥근 녹말질 씨를 얻으며, 밀, 벼, 옥수수에 이어 세계에서 네 번째로 중요한 곡식 작물이다. 알곡은 옥수수 대신에 가축 사료로도 이용된다. 어떤 알곡용 수수 변종은 높이가 5m나 자란다. 인도, 아프리카, 중국 등지에서는 수수 낟알을 갈아서 가루로 이용한다. 대표적인 알곡용 수수에는 두라, 마일로, 카피르 따위가 있다.

## 같이 보기
- 서곡

## 참고 문헌
- 이 문서에는 다음커뮤니케이션(현 카카오)에서 GFDL 또는 CC-SA 라이선스로 배포한 글로벌 세계대백과사전의 내용을 기초로 작성된 글이 포함되어 있습니다.